# Корир, Джон (1996)
Джон Корир (не путать с Джон Черуйот Корир) — кенийский бегун на длинные дистанции. Родился 2 декабря 1996 года в Китале, Кения. Младший брат Уэсли Корира, другого известного кенийского марафонца. Победитель чикагского марафона 2024 года с результатом 2:02:44.
По состоянию на октябрь 2024 года входит в десятку быстрейших марафонцев мира.